# Anundus Haqvinius
Anundus Haqvinius, född 3 augusti 1625 i Väse socken, död 5 maj 1691 i Karlskoga socken, var en svensk präst.
Haqvinius, som var son till kyrkoherde Haqvinus Jonæ Wermannus i Väse, blev student vid Uppsala universitet 1644 och därefter magister 1655. Han prästvigdes 1658 och blev då vice pastor med halva lönen under tiden för Jacobus Jonæ insjuknande. Han blev ordinarie kyrkoherde i Karlskoga först 1663, där han beskrivs som nitisk i försök att få folket i Karlskogabygden att bli läskunnigt. Vid tiden för Haqvinius ditkomst ska endast tre personer i församlingen innehaft psalmböcker vilket kan ha varit ett motiv för Haqvinius driftighet att utöka läskunnigheten.  Kyrkoherdeämbetet övertogs vid hans död 1691 av Petrus Pauli Tingström.
Haqvinius gifte sig med Anna Ekebom som var dotter till borgmästaren i Kristinehamn. Deras barn kallade sig Carlmark.